# Giornata mondiale senza tabacco

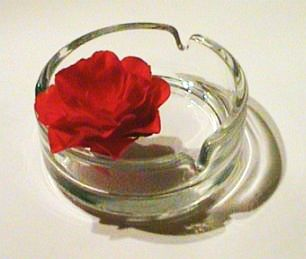
Un posacenere con una rosa, simbolo della Giornata internazionale senza tabacco

La Giornata mondiale senza tabacco è una ricorrenza, celebrata annualmente il 31 maggio, il cui scopo è quello di incoraggiare le persone ad astenersi per almeno 24 ore dal consumo di tabacco, invitandole a smettere di fumare in via definitiva. Essa serve anche per fare il punto della situazione sulla diffusione del tabagismo nel mondo e per richiamare l'opinione pubblica sugli effetti negativi che esso comporta sulla salute umana, fino a giungere nei casi estremi alla morte (a causa di tumori, danni al cuore e alla circolazione, ecc.). Nel 2011 l'Organizzazione Mondiale per la Sanità (OMS) ha stimato che circa sei milioni di persone perdano la vita ogni anno a causa del fumo.
La giornata è stata indetta per la prima volta dall'Organizzazione Mondiale per la Sanità il 7 aprile 1988, in concomitanza con il 40º anniversario della sua fondazione. Da allora è stata accolta con crescente interesse da parte di governi, organizzazioni sanitarie e opinione pubblica.

## Slogan

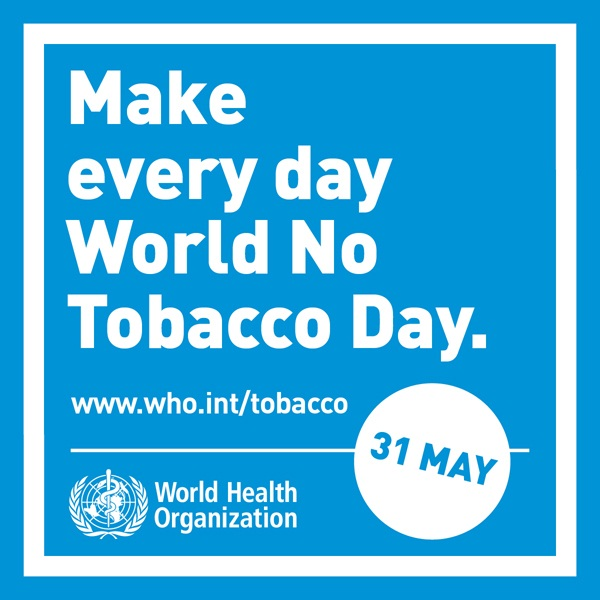
Locandina della Giornata mondiale senza tabacco

- 1988 - Tobacco or Health: choose health ("Tabacco o salute: scegli la salute")
- 1989 - Women and tobacco: the female smoker: at added risk ("Donne e tabacco: la fumatrice a rischio aggiunto")
- 1990 - Childhood and youth without tobacco: growing up without tobacco ("Infanzia e gioventù senza tabacco: crescere senza tabacco")
- 1991 - Public places and transport: better be tobacco free ("Luoghi pubblici e trasporto: meglio essere liberi dal tabacco")
- 1992 - Tobacco free workplaces: safer and healthier ("Luoghi di lavoro liberi dal tabacco: più sicuri e più salubri")
- 1993 - Health services: our windows to a tobacco free world ("Servizi sanitari: le nostre finestre su un mondo libero dal tabacco")
- 1994 - Media and tobacco: get the message across ("Media e tabacco: afferra il messaggio")
- 1995 - Tobacco costs more than you think ("Il tabacco costa più di quello che pensi")
- 1996 - Sport and art without tobacco: play it tobacco free ("Sport ed arte senza tabacco: gioca senza tabacco")
- 1997 - United for a tobacco free world ("Uniti per un mondo libero dal tabacco")
- 1998 - Growing up without tobacco ("Crescere senza tabacco")
- 1999 - Leave the pack behind ("Lasciati il pacchetto alle spalle")
- 2000 - Tobacco kills, don't be duped ("Il tabacco uccide, non farti ingannare")
- 2001 - Second-hand smoke kills ("Il fumo passivo uccide")
- 2002 - Tobacco free sports ("Sport senza tabacco")
- 2003 - Tobacco free film, tobacco free fashion ("Film senza tabacco, fascino senza tabacco")
- 2004 - Tobacco and poverty, a vicious circle ("Tabacco e povertà, un circolo vizioso")
- 2005 - Health professionals against tobacco ("I professionisti della salute contro il tabacco")
- 2006 - Tobacco: deadly in any form or disguise ("Il tabacco: mortale sotto ogni aspetto")
- 2007 - Smoke free inside ("Senza fumo dentro")
- 2008 - Tobacco-free youth ("Gioventù senza tabacco")
- 2009 - Tobacco health warnings ("Avvertimenti salutistici sul tabacco")
- 2010 - Gender and tobacco with an emphasis on marketing to women ("Genere e tabacco con un'enfasi sulla promozione rivolta alle donne")
- 2011 - The WHO Framework Convention on Tobacco Control ("L'accordo quadro dell'OMS sul controllo del tabacco")
- 2012 - Tobacco industry interference ("Interferenze dell'industria del tabacco")
- 2013 - Ban tobacco advertising, promotion and sponsorship ("Bandire la pubblicità, la promozione e gli sponsor legati al tabacco")
- 2014 - se non vuoi crepare meglio NON fumare
- 2017 - Dai, spegnila
- 2018 - #notabacco
- 2019 - Don't let tobacco Take your Breath away ("Non lasciare che il tabacco ti tolga il respiro")
- 2023 - Grow food, not tobacco ("Coltiva cibo, non tabacco")